# Prix WH Smith
Le prix WH Smith est fondé en 1959 par le détaillant britannique W H Smith. Son objectif était à l'époque d'encourager et de promouvoir au niveau mondial les auteurs du Commonwealth britannique. À l'origine ouvert à tous les auteurs originaires du Royaume-Uni, du Commonwealth et de la république d'Irlande, le prix reçoit dernièrement des œuvres étrangères traduits en anglais et des œuvres d'auteurs américains. Les trois derniers lauréats sont des Américains (Philip Roth, Donna Tartt et Richard Powers). Le prix est décerné pour la dernière fois en 2005.

## Lauréats
- 1959 : Patrick White, Voss
- 1960 : Laurie Lee, Cider With Rosie
- 1961 : Nadine Gordimer, Friday's Footprint
- 1962 : J. R. Ackerley, We Think the World of You
- 1963 : Gabriel Fielding, The Birthday King
- 1964 : Ernst Gombrich, Meditations on a Hobby-Horse
- 1965 : Leonard Woolf, Beginning Again
- 1966 : R. C. Hutchinson, A Child Possessed
- 1967 : Jean Rhys, Wide Sargasso Sea
- 1968 : V. S. Naipaul, The Mimic Men
- 1969 : Robert Gittings, John Keats: the Living Year
- 1970 : John Fowles, The French Lieutenant's Woman
- 1971 : Nan Fairbrother, New Lives, New Landscapes
- 1972 : Kathleen Raine, The Lost Country
- 1973 : Brian Moore, Catholics
- 1974 : Anthony Powell, Temporary Kings
- 1975 : Jon Stallworthy, Wilfred Owen
- 1976 : Seamus Heaney, North
- 1977 : Ronald Lewin, Slim: The Standardbearer
- 1978 : Patrick Leigh Fermor, A Time of Gifts
- 1979 : Mark Girouard, Life in the English Country House
- 1980 : Thom Gunn, Selected Poems 1950–1975
- 1981 : Isabel Colegate, The Shooting Party
- 1982 : George Clare, Last Waltz in Vienna
- 1983 : A. N. Wilson, Wise Virgin
- 1984 : Philip Larkin, Required Writing
- 1985 : David Hughes, The Pork Butcher
- 1986 : Doris Lessing, The Good Terrorist
- 1987 : Elizabeth Jennings, Collected Poems 1953–1985
- 1988 : Robert Hughes, The Fatal Shore
- 1989 : Christopher Hill, A Turbulent, Seditious and Factious People: John Bunyan and His Church
- 1990 : V. S. Pritchett, A Careless Widow and Other Stories
- 1991 : Derek Walcott, Omeros
- 1992 : Thomas Pakenham (en), The Scramble for Africa
- 1993 : Michèle Roberts, Daughters of the House
- 1994 : Vikram Seth, A Suitable Boy
- 1995 : Alice Munro, Open Secrets
- 1996 : Simon Schama, Landscape and Memory
- 1997 : Orlando Figes, A People's Tragedy: The Russian Revolution – 1891–1924
- 1998 : Ted Hughes, Tales From Ovid
- 1999 : Beryl Bainbridge, Master Georgie
- 2000 : Melvyn Bragg, The Soldier's Return
- 2001 : Philip Roth, The Human Stain
- 2002 : Ian McEwan, Atonement
- 2003 : Donna Tartt, The Little Friend
- 2004 : Richard Powers, The Time of Our Singing
- 2005 : Philip Roth, The Plot Against America